# .bo
.bo este un domeniu de internet de nivel superior, pentru Bolivia (ccTLD).